# Grandaustralis
Grandaustralis is een geslacht van kevers uit de familie bladsprietkevers (Scarabaeidae). Het geslacht werd voor het eerst wetenschappelijk beschreven in 2013 door Hutchinson en Moeseneder.